# 泉州行宣慰司
泉州行宣慰司是元朝设置的行政机构。
至元十四年（1277年），置泉州行宣慰司，兼行征南元帥府事，治泉州。辖境相当今福建省。至元十五年（1278年），改置為泉州行中书省（《新元史》称发生在至元十七年（1280年），今从《元史》记载），同时置泉州路總管府。